# حمد جاسم (لاعب كرة قدم إماراتي)
حمد جاسم حسن الجسمي (مواليد 22 يونيو 1996، لاعب كرة قدم إماراتي يجيد اللعب في الدفاع مع نادي الحمرية.

## مسيرة اللاعب
لعب مع نادي الشارقة ونادي العروبة ونادي البطائح ونادي الحمرية.